# Hervé Boussard
Hervé Boussard (Pithiviers, 8 de març de 1966 - Lésigny, 26 de juny de 2013) va ser un ciclista francès que fou professional entre 1994 i 1997. Va prendre part en els Jocs Olímpics de Barcelona de 1992, en què guanyà una medalla de bronze en la prova de contrarellotge per equips.
Va morir després d'un atac epilèptic.

## Palmarès
- 1990
  - 1r al Circuit des plages vendéennes
  - Vencedor d'una etapa al An Post Rás
- 1991
  - 1r al Gran Premi del Somme
- 1992
  -  Medalla de bronze als Jocs Olímpics de Barcelona en contrarellotge per equips (amb Philippe Gaumont, Jean-Louis Harel i Didier Faivre-Pierret)